# Música da Arménia

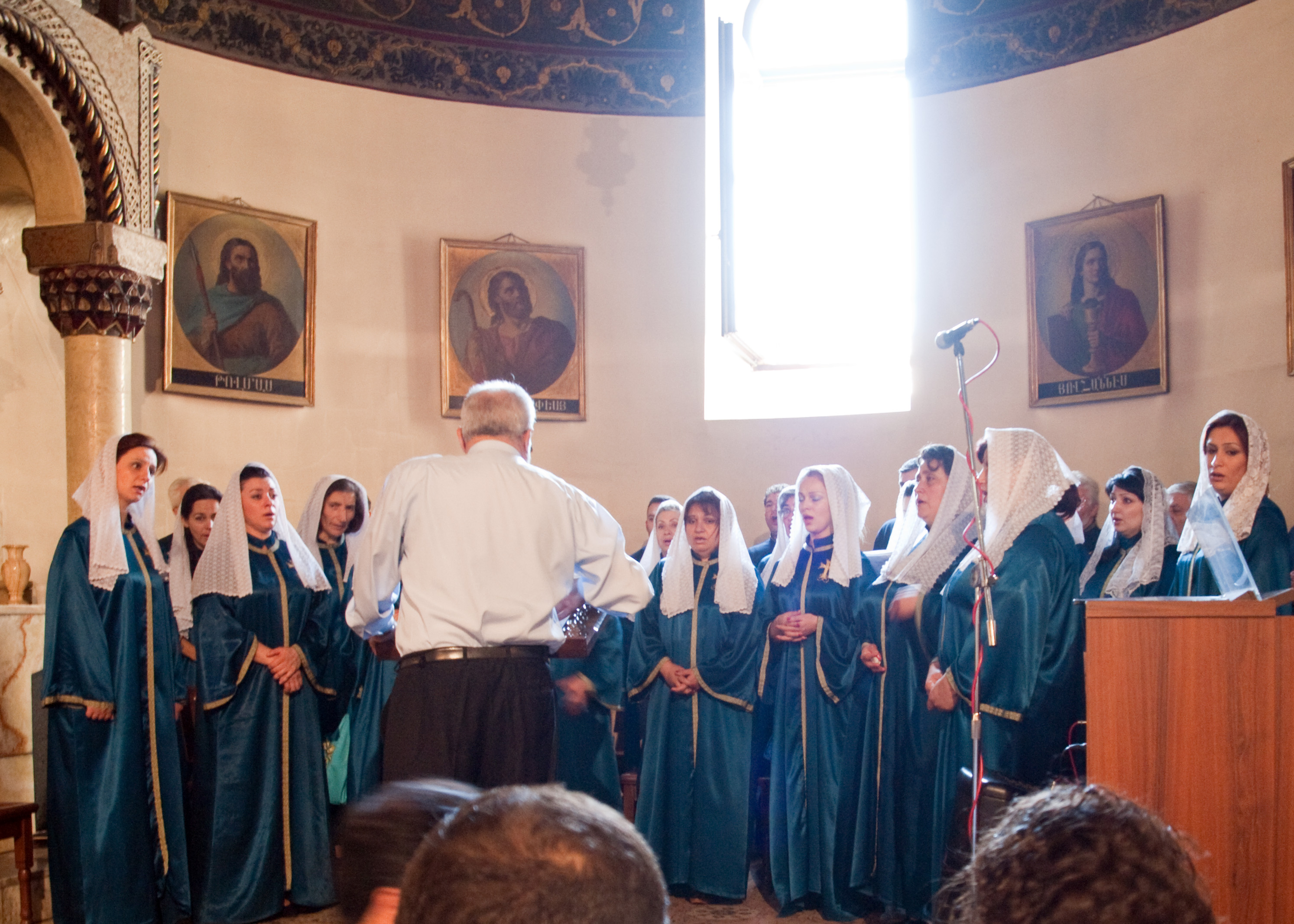
Catedral de Echemiazim

A Orquestra Filarmônica da Arménia se apresenta na recondicionada Casa de Ópera de Yerevan. Além disso, várias câmaras estão disponíveis para o aprendizado da música, como a Orquestra de Câmara Nacional da Arménia e a Orquestra Serenade. A música clássica pode ser ouvida em vários pequenos locais, incluindo o Conservatório Estadual de Música de Yerevan e o Hall da Orquestra de Câmara. O jazz é popular, especialmente no Verão, quando performances ao vivo acontecem freqüentemente nos cafés e bares da cidade.
Muitos nomes famosos da música mundial são arménios ou descendentes, incluindo o famoso compositor clássico Aram Khachaturian e o cantor francês Charles Aznavour. Todos os membros da banda americana de metal System of a Down são descendentes de arménios, com exceção do baixista Shavo Odadjian - que é nascido no país.